# Kanakapura
Kanakapura (o Kankanhalli, Kanakpura) è una città dell'India di 47.047 abitanti, situata nel distretto di Bangalore Rurale, nello stato federato del Karnataka. In base al numero di abitanti la città rientra nella classe III (da 20.000 a 49.999 persone).

## Geografia fisica
La città è situata a 12° 33' 0 N e 77° 25' 0 E e ha un'altitudine di 637 m s.l.m..

## Società

### Evoluzione demografica
Al censimento del 2001 la popolazione di Kanakapura assommava a 47.047 persone, delle quali 24.644 maschi e 22.403 femmine. I bambini di età inferiore o uguale ai sei anni assommavano a 5.254, dei quali 2.731 maschi e 2.523 femmine. Infine, coloro che erano in grado di saper almeno leggere e scrivere erano 31.109, dei quali 17.785 maschi e 13.324 femmine.